# 邦子内親王
邦子内親王（くにこないしんのう、承元3年（1209年） - 弘安6年9月4日（1283年9月26日））は、鎌倉時代の皇族、女院。後堀河天皇准母、皇后宮。院号は安嘉門院（あんかもんいん）。法名は正如覚。父は守貞親王（後高倉院）、母は持明院基家の女・御息所陳子（北白河院）。同母弟に後堀河天皇、同母姉に利子内親王（式乾門院）がいる。
八条院領の大部分を含む膨大な荘園群を父から譲られ成立した安嘉門院領は、この後、亀山院、後宇多院、昭慶門院（憙子内親王）を経て、後醍醐天皇に伝わった。

## 年譜
- 承元3年（1209年）- 生誕
- 承久3年（1221年）6月 - 承久の乱
- 承久3年（1221年）7月9日 - 弟の後堀河天皇が践祚
- 承久3年（1221-2年）12月1日 - 後堀河天皇が即位、内親王宣下、後堀河天皇准母として立后
- 貞応2年（1223年）5月14日 - 父の後高倉院が薨御、八条院領の大部分を相続
- 貞応3年（1224年）8月4日 - 院号宣下、安嘉門院
- 文暦2年（1235年）- 出家
- 嘉禎4年（1238年）10月3日 - 母の北白河院が薨去
- 弘安6年（1283年）9月4日 - 崩御